# Statthalterei für das Königreich Böhmen

Wappen des Königreichs Böhmen

Das böhmische Statthalteramt bzw. die Statthalterei für das Königreich Böhmen war in den Jahren 1850–1918 das höchste staatliche Verwaltungsorgan im Königreich Böhmen. Die Statthalterei befand sich im ehemaligen Jesuiten-Gymnasium auf der Prager Kleinseite in der Straße Sněmovní 1/1, heute zum Komplex der Abgeordnetenkammer gehörend.

## Geschichte

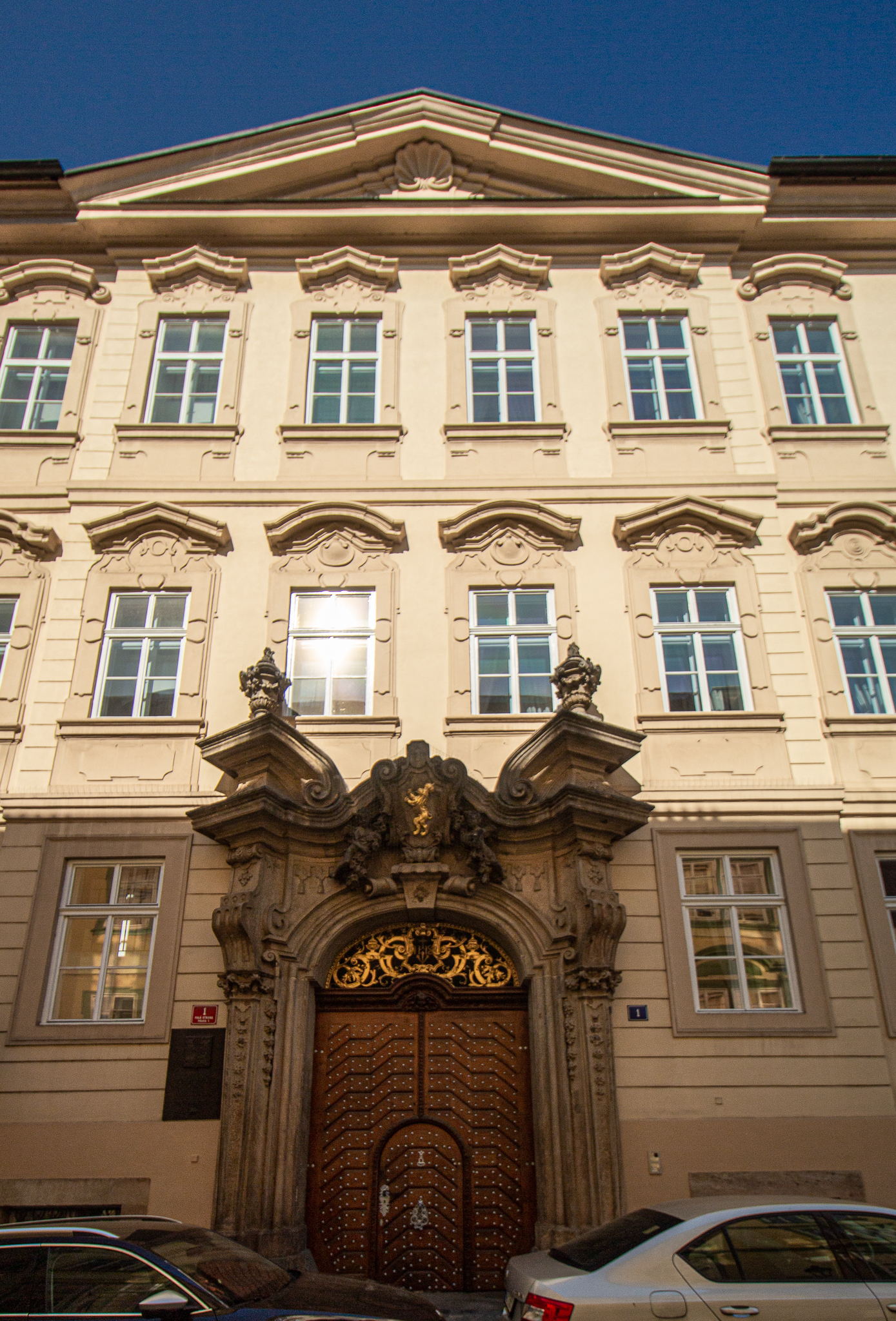
Sitz der böhmischen Statthalterei in Prag

Das böhmische Statthalteramt wurde am 1. Januar 1850 auf der Grundlage der Märzverfassung vom 4. März 1849 durch die Umwandlung des böhmischen Gouverneurs in einen Statthalter errichtet. Diese Verfassung legte im § 92 fest, dass der Statthalter für jedes Kronland vom Kaiser ernannt wurde. Als höchster Beamter des Landes war der Statthalter für die Durchführung der Reichs- und Landesgesetze verantwortlich. Die genaueren Bestimmungen wurden durch das Gesetz Nr. 295/1849 und die Verordnung Nr. 199/1849 der böhmischen Provinzialordnung geregelt. Die Organisation der Regierung, insbesondere die Trennung der politischen Verwaltung von der Rechtspflege, wurde 1868 durch das Gesetz Nr. 44/1868 festgelegt.

### Vorläufer-Institutionen
Vorläufer der böhmischen Statthalterei war die Böhmische Hofkanzlei, die dem Oberstkanzler unterstand. Sitz dieser Hofkanzlei war ab 1527 der alte Königspalast auf der Prager Burg. Nach der Schlacht am Weißen Berg wurde die Hofkanzlei 1620 nach Wien verlegt und 1749 aufgelöst. 
Im Rahmen der Theresianischen Reformen wurde ab 1749 für Böhmen und Österreich eine gemeinsame Verwaltung geschaffen, das sogenannte Directorium in publicis et cameralibus (Direktorium für Verwaltungs- und Finanzangelegenheiten), das aber bereits 1760 wieder aufgelöst wurde. Danach gab es die gemeinsame „Österreichisch-Böhmische Hofkanzlei“ in Wien, die bis zum Jahr 1848 bestand.

## Liste der böhmischen Statthalter
1. 1850–1860: Karl Mecséry (1804–1885) 

2. 1860–1861: Anton Forgách (1819–1885) 

	1861–1863: Ernst Leopold von Kellersperg (1822–1879), Administrator 

3. 1864–1865: Richard Belcredi (1823–1902), Administrator 1863/64 

	1865–1866: Anton Lažanský von Buková (1815–1883), Administrator 

4. 1866–1867: Karl Graf von Rothkirch-Panthen (1807–1870) 

5. 1867–1868: Ernst Leopold von Kellersperg 

	1868–1870: Alexander von Koller (1813–1890), Administrator 

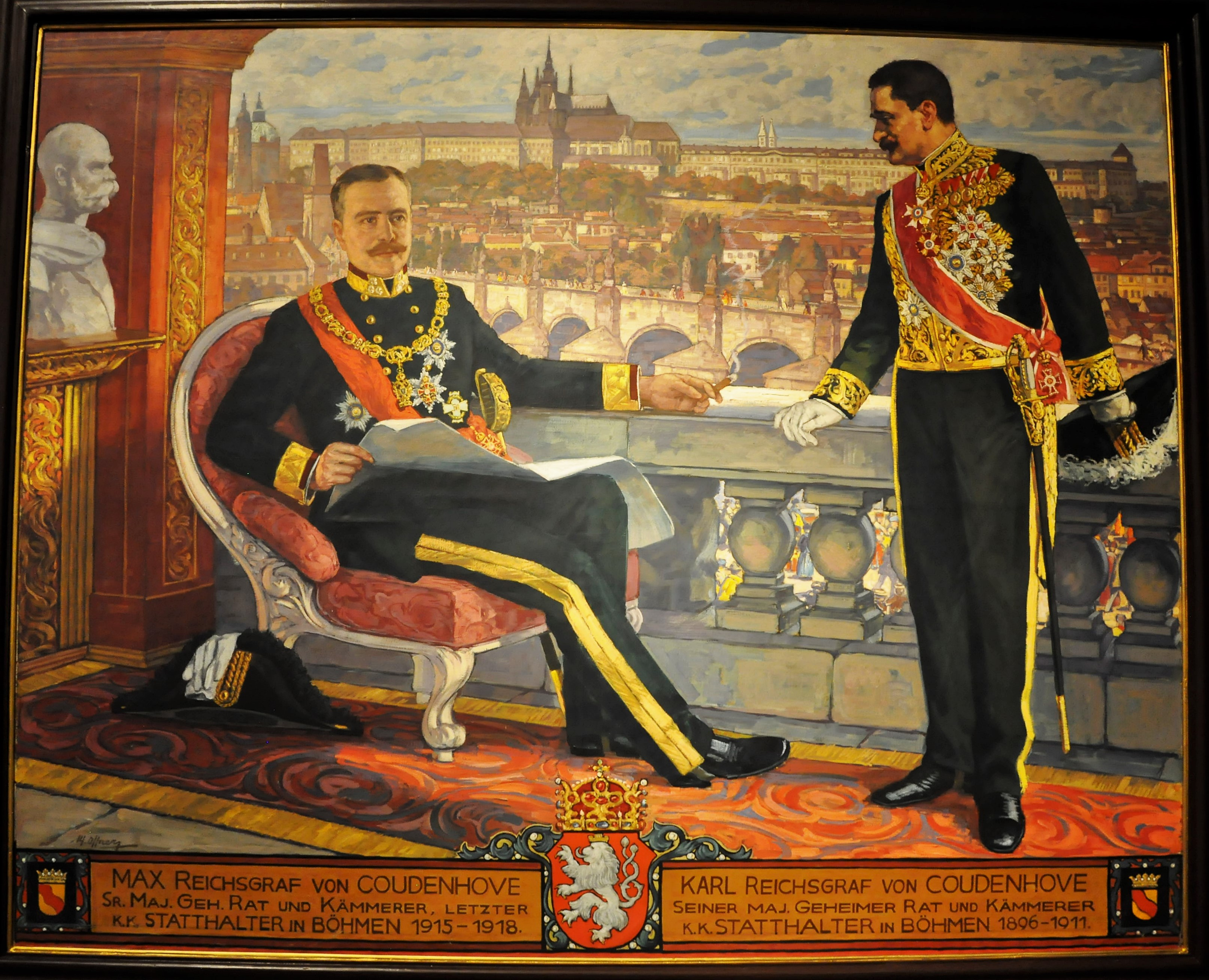
Karl und Max von Coudenhove als Statthalter in Böhmen

6. 1870–1871: Alexander von Mensdorff-Pouilly (1813–1871) 

7. 1871: Bohuslaw Chotek von Chotkow (1829–1896) 

8. 1871–1874: Alexander von Koller (1813–1890) 

9. 1874–1881: Philipp Weber von Ebenhof (1818–1900) 

10. 1882–1889: Alfred von Kraus (1824–1909), Administrator 1881/82 

11. 1889–1896:  Franz von Thun und Hohenstein (1847–1916) 

12. 1896–1911: Karl Maria von Coudenhove (1855–1913) 

13. 1911–1915: Franz von Thun und Hohenstein 

14. 1915–1918: Max von Coudenhove (1865–1928)
Mit der Staatsgründung der Tschechoslowakei im Jahr 1918 war die Institution der böhmischen Statthalterei obsolet geworden.